# 高田博厚
高田 博厚（たかた ひろあつ、1900年8月19日 - 1987年6月17日）は、第二次世界大戦前に芸術を学ぶためにフランスに渡り、新聞記者としても戦後までフランスに滞在していた彫刻家。思想家、文筆家、翻訳家としても活躍した。

## 経歴
少年時代から文学・哲学・芸術に目覚め、18歳で上京し、高村光太郎の勧めで彫刻や翻訳に従事。31歳でフランスに渡り、ロマン・ロラン（作家）やアラン（哲学者）、ポール・シニャック(画家)、ジョルジュ・ルオー（画家）をはじめとするヨーロッパの知識階層と交流した。在欧日本人向け日刊紙『日仏通信』を刊行し、第二次世界大戦中も日本に戻らず新聞記者として活動し、パリ外国人記者協会副会長を務めた。
戦後は、難民生活を経てフランスに留まり、彫刻家としての創作活動や記者としての取材活動を継続、カンヌ国際映画祭日本代表を約10年にわたり務めるなど、フランスでは日本人を代表する存在となる。57歳の時、フランスで制作し手元にあった彫刻を、すべて自ら破壊して日本に帰国(絵画はアトリエを受継いだ野見山暁治に処分を依頼した)。新制作協会会員、日本美術家連盟委員、日本ペンクラブ理事、東京芸術大学講師などを務めるが、九州産業大学芸術学部の創設に尽力した後、徐々に引退し制作のみに専念する。
高田は加藤周一の小説『運命』のモデルとなっている。また、娘の田村和子は詩人田村隆一の元夫人で、ねじめ正一の小説『荒地の恋』のモデルとなった人物。

## 主な彫刻作品
高坂彫刻プロムナード【高田博厚彫刻群】から
- 遠望
- アラン像
- 海
- 女のトルソ
- 高村光太郎像
- カテドラル
- ポール･シニャック像
- タゴール像
- 棟方志功像
- 空のトルソ
- 新渡戸稲造像
- 宮沢賢治像
- 男のトルソ
- 高橋元吉像
- マハトマ・ガンジー像
- 水浴

## 年譜
- 1900年（明治33年）8月19日、石川県鹿島郡矢田郷村（現七尾市岩屋町）に父・安之介と母・登志の間の三男として誕生。
- 1903年（明治36年）父の弁護士開業で福井市に移り、1907年、福井市順化小学校入学。1910年、父没。
- 1912年（明治45年）小学6年生で、父の遺した蔵書を読み漁る。ロマン・ロランの『ジャン・クリストフ』に強い影響を受けた。
- 1913年（大正2年）県立福井中学（現福井県立藤島高等学校）へ入学、入学試験では100人以上の中で10番以内で合格。その後は、美術・文学・哲学に熱中。
- 1915年（大正4年）学校の勉強はしなかったが、英語の能力が高く、シェイクスピアを原文で読みこなしていた。ゲーテ、トルストイ、ドストエフスキーなどは英訳本を読み、中学の英語教師を驚かせる。
- 1918年（大正7年）中学を卒業して東京へ移り、年長の高村光太郎、岸田劉生、岩田豊雄、中川一政、尾崎喜八、高橋元吉、片山敏彦、岩波茂雄らとつぎつぎに知りあう。17歳も年が違うのに高村光太郎は高田を対等に遇し、高田は人を訪ねることをしなかったが、高村だけは自ら訪ねた。高田の自画像を岸田劉生に見せた際に、傍らにあった麗子像を見て実力差を感じ絵筆を折った。
- 1919年（大正8年）東京外国語学校(現・東京外国語大学)イタリア語科に入学。
- 1921年（大正10年）すでに翻訳が出来るほどイタリア語に通じていたため、大学に通わず出席時間不足で落第、退学する。尾崎喜八の勧めで『ミケランジェロの書簡』を訳出し、『白樺』誌上にこの年の1月号から翌年の7月号まで掲載。このころ、制作を絵画から彫刻に転じた。高村光太郎から借りた彫刻台で、トルソなどを作り始める。作りかけの作品は決して人に見せない高村が、高田とだけは見せ合っていた。この年、沢田庚子生と結婚。
- 1922年（大正11年）岩波茂雄から頼まれたアスカニオ・コンディヴィの『ミケランジェロ伝』の翻訳を、岩波書店より出版。
- 1924年（大正13年）尾崎喜八、高橋元吉らと、同人雑誌『大街道』を刊行（4号で廃刊）。
- 1925年（大正14年）山羊を飼いその乳の販売で自活する共産村を、仲間と下高井戸に開く[6]が、3年後に解散。
- 1926年（大正15年）シャルル・ヴィルドラック夫妻が訪日、高村光太郎、尾崎喜八、倉田百三、片山敏彦らロマン･ロラン友の会で歓迎会を開く。ロマン･ロラン『ベートーヴェン』訳刊行（叢文閣）。
- 1927年（昭和2年）高村に促され、武者小路実篤主唱の「第一回大調和美術展」に彫刻6点を出品。ロマン･ロラン『ヘンデル』訳刊行（叢文閣）。
- 1928年（昭和3年）当時非合法の共産党員を匿い警察で中野重治の隣の房に留置される。パリにいた片山からこのことが伝わり、ジョルジュ・デュアメル、ジュール・ロマン、シャルル・ヴィルドラック、ルネ・アルコス、マルセル・マルティネ、ジャン・カスー達の連名による見舞状が届く。このころ、武者小路実篤、草野心平、谷川徹三、古谷綱武、中原中也、小林秀雄、大岡昇平、中野重治、梅原龍三郎らを知る。高村、尾崎、高橋、片山らと雑誌『東方』刊行。「第二回大調和美術展」に彫刻6点を出品。古谷綱武の紹介により知り合った中原中也は、頻繁に高田のアトリエを訪れ、居合わせた女優・長谷川泰子とよく喧嘩していた。
- 1929年（昭和4年）梅原龍三郎の国展に彫刻作品を出品、その後受賞し会員となる。
- 1930年（昭和5年）渡仏費用を捻出するために彫刻頒布会を、高村光太郎、武者小路実篤、梅原龍三郎、谷川徹三、佐藤春夫らの後援で開催する。国画会第五回展に彫刻5点を出品。
- 1931年（昭和6年）妻と4人の子を残して渡仏。靖国丸には近藤浩一路と茨木杉風も同船。片山敏彦に連れられてスイス・ヴィルヌーヴのロマン・ロラン邸を訪ねる。彫刻作品の写真を見せると、後日ロランから片山宛に「私はこの15年誰にも自分の像を作ることを断ってきたが、彼には作ってほしい」という手紙をもらう。同じ年の11月、マハトマ・ガンジーがロンドンの第二回英印円卓会議の帰途ロラン邸に一週間滞在することになった際、高田は素描のため招かれ、ロマン・ロランとマハトマ・ガンジーの会談に同席した。[7]
- 1932年（昭和7年）高村光太郎から「君が去ってしまって、彫刻のことを語り合える者は誰もいない」[8]という便りをもらう。以降27年近く、おもにパリに暮らし、ポール・シニャック、アラン、シャルル・ヴィルドラック、ジョルジュ・デュアメル、ジュール・ロマン、ジョルジュ・ルオー、ジャン・コクトーらと付き合い、その塑像を制作。妻に離別される。
- 1935年（昭和10年）国画会第十回展にパリから彫刻13点を出品。
- 1937年（昭和12年）在欧日本人向けに、謄写版刷りの日刊『日仏通信』を始めた。フランスのみならず全欧、北アフリカ、トルコなどでも購読され、フランスの各紙に「世界で一番小さくて、一番高い新聞」と紹介される[9]。

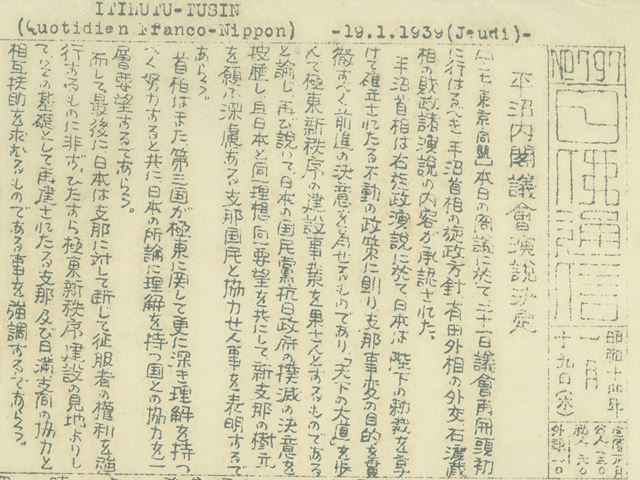
日仏通信(一部)

- 1938年（昭和13年）巴里日本美術家協会を設立し、ベルネーム＝ジューヌ画廊で第一回展を開催する。
- 1939年（昭和14年）第二回巴里日本美術家協会展を、シャルパンティエ画廊で開催する。
- 1940年（昭和15年）毎日新聞のパリ兼ヴィシー特派員になる。パリ外国記者協会副会長の任に就き、戦争末期に会長に推される。フランスがドイツに占領されていた5年間、高田はヴァティカン法王庁のパリ支所から正確な情報を得ていた。
- 1944年（昭和19年）パリ解放の直前、駐独大使大島浩の命令で、在仏日本人とともにベルリンへ移される。
- 1945年（昭和20年）ドイツ降伏後ソヴィエト軍に保護された。日本送還を選ばす、単身パリを目指すが、途中米軍占領区に入り収容所に抑留される。
- 1946年（昭和21年）フランス当局のアメリカ軍への要請により収容所を出てフランスへ戻る。
- 1949年（昭和24年）日本-フランス間の通信再開と共に読売新聞嘱託となる。1950年、故国の母、没。
- 1951年（昭和26年）カンヌ国際映画祭日本代表となり、この後10年続けた。
- 1957年（昭和32年）ライ･レ･ローズのアトリエを洋画家・野見山暁治に譲り、彫刻は自ら破壊、絵画は野見山に処分を依頼し、数千冊に及ぶフランスで集めた書籍を持って帰国、東京新宿区下落合に住む。以後、高村光太郎賞(彫刻・詩の二部門)審査員、新制作協会会員、日本美術家連盟委員、日本ペンクラブ理事、東京芸術大学講師などを務める。
- 1959年（昭和34年）『思い出と人々』（みすず書房）刊行。『高村光太郎』像を作る。
- 1960年（昭和35年）『パリの巷で』（講談社）刊行。
- 1962年（昭和37年）理事の石川達三、池島信平の推薦により日本ペンクラブ会員になる。日本橋高島屋で「高田博厚彫刻展」開催。
- 1963年（昭和38年）日本ペンクラブ会員理事に就任。ロマン・ロラン『ミケランジェロの生涯』（岩波書店）刊行。
- 1965年（昭和40年）第9回高村光太郎連翹忌で田口弘（東松山市教育長）と出会う。
- 1966年（昭和41年）鎌倉市稲村ガ崎に住居兼アトリエを建て、大野常と再婚。
- 1970年（昭和45年）高橋元吉・高田博厚二人展（前橋市）。欧州旅行中にバルセロナで増島豊治（画家）と知り合う。
- 1972年（昭和47年）川端康成の死の際に、家人に頼まれてデスマスクをとる[10]。
- 1975年（昭和50年）文部省の推薦により、勲三等瑞宝章を受章。
- 1980年（昭和55年）東松山市で高田博厚彫刻展と講演会を開催。
- 1986年（昭和61年）東武東上線高坂駅西口に『遠望』、『大地』が設置される[11]。
- 1987年（昭和62年）6月17日、満87歳を目前に没。高坂駅西口に『アラン』など14体の彫刻作品が設置される。

## 没後の顕彰事業
- 2017年（平成29年）6月、埼玉県東松山市で『高田博厚没後30年展』と『高田博厚没後30年記念イベント「思索の灯」』が開催される。このイベントにおいて小樽商科大学名誉教授の高橋純が、フランス国立図書館の未公開文書から発見したロマン･ロラン＝高田博厚往復書簡に基づく講演を行い、証人のいないとされていた1931年のロマン･ロランとマハトマ・ガンジーとの会談に高田が同席していたことが証明された。生前の高田は東松山市元教育長田口弘と親交があり、東松山市は高田没後30年記念事業を開催した[12]。

- 2017年（平成29年）12月、高田の没後30年を機に、大野慶子ら高田の遺族が、鎌倉市稲村ヶ崎のアトリエを閉鎖[13]することを決め、野見山暁治、入江観、室町澄子、堀江敏幸らが参加しお別れ会を開催。アトリエに保管されている彫刻作品や絵画、書籍など数千点の遺品全てが埼玉県東松山市に寄贈された[14][15][16]。
- 2018年（平成30年）11月、高田博厚が帰国する際にライ･レ･ローズのアトリエを引き継いだ洋画家・野見山暁治と、高田博厚の著作『フランスから』の解説を執筆したフランス文学者で作家の堀江敏幸の特別対談を東松山市の「高田博厚展2018」で開催[17][18]。パリでの高田との偶然の出会いから、頼み込んでアトリエを継いだエピソードや帰国後の交流まで、ユーモアを交えて語った。また、高田が帰国する際にアトリエの作品を「例外なく一枚残らず完璧に焼いてくれ。固い約束をしてくれ」と託され、何日もかけて焼却した話などを述懐した[19]。
- 2023年（令和5年）から、高坂彫刻プロムナードを舞台にしたアートイベント「ひがしまつやまアートフェスタin高坂彫刻プロムナード[20][21]」を開催[22]している。

## 作品の常設展示場
- 福井市美術館（彫刻約80、素描約10)
- 安曇野市豊科近代美術館（彫刻多数）
- 東松山市高坂彫刻プロムナード【高田博厚彫刻群】
- みしまプラザホテル(彫刻18)

## ウェブ上の作品
- 高坂彫刻プロムナード【高田博厚彫刻群】（東松山市）彫刻32点
- 高坂彫刻プロムナード【高田博厚彫刻群】パンフレットPDF（彫刻32点）
- 高田博厚ホームページ ギャラリー（鎌倉市）（彫刻約20点）※常設展示なし
- 福井市美術館 高田博厚収蔵作品ギャラリー(彫刻175点)
- みしまプラザホテル 高田博厚 彫刻プロムナード（彫刻18点）

## 主な著作
- 人間の風景 高田博厚芸術ノート 朝日新聞社 1972
- フランスから 朝日新聞社 1973
  - 新版「フランスから」講談社文芸文庫 1999。ISBN 9784061976931
- 分水嶺 岩波書店 1975 
  - 新版「分水嶺」岩波現代文庫(粟津則雄解説) 2000。ISBN 9784006030179
- 思索の遠近 読売新聞社 1975
- もう一つの眼 高田博厚芸術エッセイ集 蝸牛社 1976
- ルオー（森有正と共著）筑摩書房、1980、第三文明社・レグルス文庫 1990。ISBN 9784476011883
- 高田博厚＝ロマン・ロラン往復書簡　回想録『分水嶺』補遺
高橋純編訳、吉夏社 2021。ISBN 9784907758264

主な訳書新版
- ミケランジェロの生涯（ロマン・ローランの訳書）、岩波文庫（重版多数）ISBN 9784003255636
- ミケランジェロ伝（アスカニオ・コンディヴィ(Ascanio Condivi)著を翻訳）、岩崎美術社（1978 新版1991）ISBN 4753410218
  - ミケランジェロの詩と手紙（別冊の編訳）
- ジャン・クリストフ Ⅰ・Ⅱ 筑摩書房「筑摩世界文学大系53・54 ロマン・ロラン」

小品集をまとめた著作
- 私の音楽ノート 音楽之友社 1981
- 高田博厚著作集 全4巻 朝日新聞社 1985
  - 第1巻 フランスから　ISBN 9784022553416
  - 第2巻 薔薇窓　ISBN 9784022553423
  - 第3巻 美の創造　ISBN 9784022553430
  - 第4巻 人間の風景　ISBN 9784022553447
- 日本近代文学館年誌 資料検索14[23]（2019.3）「資料翻刻2 片山敏彦宛諸氏書簡（高田博厚23通）[24]」
- 日仏通信（1939年9月2日～1940年4月30日発行分現存[25]）：高田博厚がパリで発行した在欧日本人向け日刊新聞（高田博厚 編『日佛通信』H.Takata。 NCID AA11691871。）

## 関連書籍
- 中村光紀 『美の丁字路』、2022年
- 高橋純 編訳『高田博厚＝ロマン・ロラン往復書簡 回想録『分水嶺』補遺』吉夏社、2021年 ISBN 9784907758264
- 鑪幹八郎 『森有正との対話の試み』 ナカニシヤ出版、2019年
- 橋口幸子 『いちべついらい 田村和子さんのこと』 夏葉社、2015年
- 古川正樹 『形而上的アンティミスム序説 高田博厚による自己愛の存在論』舷灯社、2009年
- 浅見洋 『思想のレクイエム―加賀・能登が生んだ哲学者15人の軌跡』 春風社、2006年。著者は西田幾多郎記念哲学館長
- 安川定男 『楽の音に魅せられた魂―高村光太郎・宮沢賢治など』 おうふう、2004年
- 加藤周一『運命』 大日本雄弁会講談社、1956年
- 加藤周一 『常識と非常識 (加藤周一講演集)』 かもがわ出版、2003年
- 宍戸修 『高田博厚の空間と思想―その人間と思想の謎を探る』 相模書房、2000年
- 田村和子 『幸福のかたち』 海竜社、1985年
- 宍戸修 『風 プネウマ』 用美社、1985年
- 福田真一 編『高田博厚―その内部における東西の遭遇』 煥乎堂、1984年

資料等
- 福井市美術館『高田博厚作品集（図録)』
- 福井市美術館『高田博厚作品集（資料編)』
- 福井市美術館『没後30年記念 高田博厚展』
- 安曇野市豊科近代美術館『高田博厚作品集 豊科近代美術館開館記念特別展 図録』
- 東松山市教育委員会 『高坂彫刻プロムナード【高田博厚彫刻群】リーフレット』
- 東松山市「特集 思索の道 高田博厚没後30年特別企画」『広報ひがしまつやま』No.1052、2017年、p.2-7.
- みしまプラザホテル『PIAZZA INCONTRO－出逢いの広場－』2021年

## 関連の論文
- 高橋純「高田博厚と出会う」『Language Studies : 言語センター広報』第26号、小樽商科大学言語センター、2018年1月、29-35頁、ISSN 0919-3006、NAID 120006483040。
- 高橋純「伝説，事実，真実そして／あるいは文学？- ロマン・ロラン＝高田博厚往復書簡発見に触れて -」『小樽商科大学人文研究』第130巻、小樽商科大学、2015年12月、7-34頁、ISSN 0482-458X、NAID 120005690275。
- 高橋純「ロマン・ロラン=高田博厚往復書簡クロノロジー」『Language Studies : 言語センター広報』第25号、小樽商科大学言語センター、2017年1月、21-31頁、ISSN 0919-3006、NAID 120006027987。
- 高橋純「80年前の目撃者の証言 ― 高田博厚著「ロマン・ロラン」(1936) ―」『小樽商科大学人文研究』第135号、小樽商科大学、2018年3月、31-48頁、ISSN 0482-458X、NAID 120006478572。
- 高橋純「「世界最小新聞社社長」「ユマニテ」紙に登場した高田博厚(1939年)」『SEPTENTRIONAL:日本フランス語フランス文学会 北海道支部論集』第3号、日本フランス語フランス文学会 北海道支部、2014年11月、29-42頁、NAID 110009922876。
- 鑪幹八郎「森有正の言語論と心理臨床:対話関係における二項関係の日本的性格」『人間学部研究報告』第7巻、京都文教大学、2004年、59-67頁、NAID 110004847402。
- 岡田徹「福祉と開発の人間的基礎 : 森有正のレゾナンス」『現代と文化 : 日本福祉大学研究紀要』第136号、日本福祉大学福祉社会開発研究所、2017年9月、93-126頁、ISSN 1345-1758、NAID 120006364914。
- 鐸木道剛「山下りんとルオー : 近現代キリスト教美術研究序説」『東北学院大学キリスト教文化研究所紀要』、東北学院大学キリスト教文化研究所、2016年6月、55-66頁、ISSN 1348-4621、NAID 120005776808。
- 新田昌英「日本人への手紙 : 哲学者アランから戦後日本へ」『仏語仏文学研究』第46巻、東京大学仏語仏文学研究会、2013年8月、57-70頁、doi:10.15083/00036016、hdl:2261/61635、ISSN 09190473。
- 濱口由美「多様な市民の教育参画を促す鑑賞学習に関する研究 : 「高田博厚のえらべる鑑賞シート」の生涯学習教材としての教育的可能性を探る」『福井大学教育実践研究』第45巻、福井大学教育学部附属教育実践総合センター研究紀要編集委員会、2021年3月、11-22頁、ISSN 1342-7261。

## 関連動画
- 高田博厚の紹介動画・講演音声など

1. 彫刻家 高田博厚 ～その生涯と高坂彫刻プロムナード～ - YouTube
2. 煥乎堂文芸講座『美術の本質』 - YouTube
3. 東北大学教養学部での講演会 - YouTube
4. 稲村ガ崎のアトリエの様子 - YouTube：ピアノ：高橋 在也

- 高田博厚関連講演等

1. 一人のアナウンサーと彫刻家高田博厚 - YouTube
2. 洋画家・野見山暁治×作家・堀江敏幸特別対談 - YouTube
3. 高田博厚、田口弘、高村光太郎 東松山に輝いたオリオンの三つ星 - YouTube
小山弘明：高村光太郎連翹忌運営委員会代表
4. 指で思索するということー高田博厚の生涯と思想ー - YouTube
浅見洋：西田幾多郎記念哲学館館長
5. 彫刻のモデルになる - YouTube
室町澄子：元NHKアナウンサー、ラジオ深夜便アンカー
6. 新事実ロマン・ロランと高田博厚ー新発見の日記・書簡から - YouTube
高橋純：小樽商科大学名誉教授
7. 朗読コンサート - YouTube
朗読：妻沼 絢子、ヴァイオリン：渡邉 賢治、チェロ：井村 果奈枝、ピアノ：高橋 在也

## 関連リンク
- 高坂彫刻プロムナード【高田博厚彫刻群】Twitter
- 彫刻家・高田博厚（1900‐1987）Twitter
- すぎなみ倶楽部　高田博厚さん
- 「指で思索する彫刻家」の作品に出合う東松山市・高坂彫刻プロムナード（アートアジェンダ）

## 関連人物
- 井上勇
- 高村光太郎
- 尾崎喜八
- 岸田劉生
- 中原中也
- 小林秀雄
- 今日出海
- 長谷川泰子
- 梅原龍三郎
- 岩波茂雄
- 中川一政
- 中野重治
- 朝吹三吉
- 矢内原伊作
- 福島繁太郎
- 宇野重吉
- 高橋元吉
- 森有正
- 加藤周一
- 中村真一郎
- 中村雄二郎
- 片山敏彦
- 藤田嗣治
- 野見山暁治
- 松尾邦之助
- 草野心平
- 佐藤惣之助
- 千家元麿
- 宮崎丈二
- 川端康成
- 志賀直哉
- 谷川徹三
- 吉野秀雄
- 小山富士夫
- 木内克
- 室町澄子
- 岡本太郎
- 白井晟一
- 荻須高徳
- 武谷三男
- 石黒敬七
- ロマン・ロラン
- シャルル・ヴィルドラック
- マルセル・マルチネ
- ルネ・アルコス
- ポール・シニャック
- マハトマ・ガンジー
- アラン
- ジャン・コクトー
- ジョルジュ・ルオー
- ロダン
- マイヨール
- ブールデル
- パブロ・ピカソ
- アンリ・マティス